# ルノー・30
ルノー・30（Renault 30/R30）は、フランスのルノーが製造・販売していた自動車である。

## 概要
前輪駆動の大型ハッチバック車で、戦後大衆車に専念していた同社がプジョー、ボルボと共同開発・生産するPRVエンジンを用いて、大型車市場へ再投入する意図で開発された。16で成功した5ドアハッチバックスタイルを最上級車に採用したことが特筆される。
30デビューから8か月後、直列4気筒モデルが20として追加された。エンジンとヘッドライト（30は丸型4灯、20は矩形2灯）以外は基本的に両者は同じモデルである。20と30は9年間で合計622,000台あまりが生産された。

### 変遷
- 1975年3月 - 30TS発表。2,664ccV6エンジン搭載、4速MTまたは3速ATが選べた。パワーステアリング・前席パワーウインドウ、セントラルドアロックを標準装備。
  - 11月 - 4気筒モデルをR20として追加。
- 1977年 - 1978年モデルから最高出力が125馬力に引き下げられ、インストルメントパネル周辺を意匠変更。ミシュランTRXタイヤが専用ホイールとセットでオプションとなった。
- 1978年 - 1979年モデルでは全車種にリアフォグランプ、後席シートベルトが追加され、R30TSの出力は128馬力となる。
  - 10月 - R30にTX追加。エンジンはボッシュ・Kジェトロニック燃料噴射装置で141馬力に強化され、5速MTまたは3速ATが選択できた。アルミホイール、全ドアパワーウインドウ、電動サンルーフ、4席ヘッドレスト、ベロア貼り内装を持つトップモデル。
- 1979年 - 1980年モデルで内装が一新され、スペシャリティーカー・フエゴに似た意匠となった。
- 1980年 - 1981年モデルでは30TSが中止され、TXに絞られる。TXのバンパーのデザインが新しくなる。
- 1982年 - R20のディーゼルエンジンをターボ化して85馬力に強化したR30ターボDを追加。
- 1983年 - R20とともにR25に統合され、生産中止。

### 日本への輸入
後継のルノー・25がJAXトレーディングの手によって相当数が輸入されたことからも、日本市場でもR20/R30はある程度のポテンシャルがあったと思われるが、1977年からR5の輸入を再開していたキャピタル企業は、R30に対米輸出仕様がなかったこともあり、正式輸入を行なわなかった。1980年代に輸入代理店が日英自動車に交代して以降は、少数輸入枠を用いて若干数の30TXが導入された。

## 車名
フランス語では「30」を「トラント」（仏: trente）と読む。